# Fyffe Hudson & Co.
Fyffe Hudson & Co. war ein 1897 gegründeter Londoner Bananenhändler. Es war der Vorläufer von Elders & Fyffes, einer englischen Gesellschaft von Elder Dempster aus Liverpool. Heute ist es ein großes Unternehmen der Obst- und Frischwarenbranche mit Hauptsitz in Dublin, Irland. Es vermarktet schwerpunktmäßig Obst in Europa und den Vereinigten Staaten und gehört inzwischen dem japanischen Sumitomo-Konzern. Die Firma Fyffe Hudson & Co. war eines der Pionierunternehmen im europäischen Bananengeschäft und begann um 1888 in England den kommerziellen Bananenhandel.

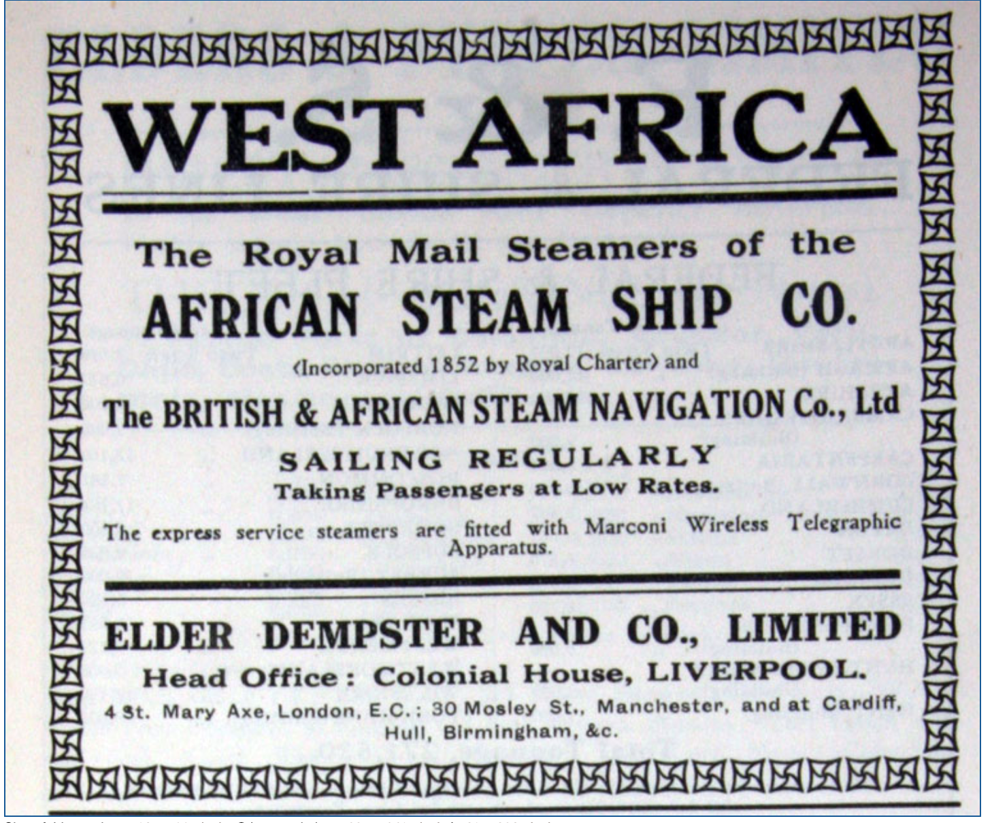
Anzeige der African Steam Ship Company von 1917

Elder, Dempster & Co. von Alexander Elder und John Dempster erwarben 1889 die British and African Steam Navigation Co. und 1891 wurde Elder, Dempster & Co auch Manager der African Steamship Co und übernahm diese. Einige Schiffe dieser Gesellschaften liefen auf dem Rückweg von Afrika auch Madeira und die Kanarische Inseln an und transportierten einige Stauden Bananen als Beiladung.
In Portugal und Spanien waren Bananen vor 1870 bekannt, hier entwickelten sich unbedeutende regionale Märkte. In England wurden zum Beginn des 19. Jahrhunderts vereinzelt Cavendish-Bananen von den Kanarischen Inseln und Madeira als Luxusgut verkauft, die englische Häfen von diesen Inseln als Beiladung in Lattenkisten vor Beschädigungen geschützt an Deck von Schiffen erreichten. In London wurden ab 1880 von der Forewood Shipping Line regelmäßig kleine Mengen Bananen in London verkauft

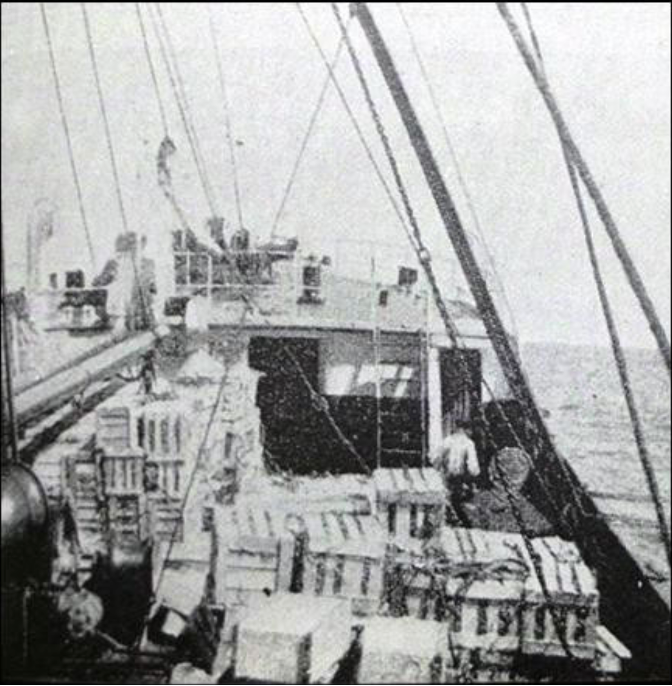
Transport der Cavendish-Bananen von den Kanarischen Inseln nach England an Deck

## Geschichte von Elders & Fyffes
Ab 1888 importierte Edward Wathen Fyffe diese Bananen von den Kanarischen Inseln. Er war ein englischer Großhändler mit Schwerpunkt Tee, dessen schottischer Großvater Henry Fyffe 1789 in London einen Teehandel begann. Die Frau von Edward Wathen Fyffe kurierte 1887 auf den Kanarischen Inseln eine Krankheit aus und beim Besuch auf der Insel lernte Fyffe die in England seltenen Bananen kennen. Der gute Geschmack dieser Früchte begeisterte ihn und sein Geschäftssinn animierte ihn, bei der Rückkehr nach England zwei Stauden mitzunehmen. Er konnte die einzelnen Bananen mit sehr hohem Gewinn verkaufen und begründete mit seiner Firma E. W. Fyffe & Co. den englischen kommerziellen Import und Handel von Bananen.
Dazu schloss Edward Wathen Fyffe sich 1897 mit den Hudson Brüdern zusammen und unter dem Namen Fyffe Hudson & Co. Ltd importierten sie mit den Schiffen der African Steam Ship Company regelmäßig Bananen von den Kanarischen Inseln nach England. Die Bananengeschäfte waren so erfolgreich, dass sie Land auf den Kanarischen Inseln erwarben, um dort Bananenplantagen anzulegen.

### Jamaika Fruit Importing and Trading Company
Die Jamaika Fruit Importing and Trading Company wurde 1896 mit dem Kapital von 50.000 Pfund in London gegründet, um Bananen von Jamaika nach England zu exportieren. Auf Grund der großen Entfernung wurden vier gecharterte Schiffe wie die Port Pirie zu Kühlschiffen umgebaut, um die Fruchtatmung bei niedrigen Temperaturen zu reduzieren und eine längere Haltbarkeit und Transportdauer zu erreichen. Diese Schiffe führten insgesamt vier Reisen durch, nach anfänglichen großen Problemen, wie Ausfall der Kälteanlage, unterkühlten Bananen, erreichte die Port Pirie am 5. Mai 1897 London. Der Zustand der Fruchtladung war ausgezeichnet und bewies, dass die Kühlschifffahrt als neue Transportmethode erfolgversprechend war. Die anfänglichen Schwierigkeiten verursachten große Verluste. Sie wurden jedoch durch die späteren Gewinne der erfolgreichen Port Pirie-Reise ausgeglichen und die „Bananenpioniere“ beendet diese Aktivitäten nach insgesamt vier Reisen.
Der Bischof von Jamaika sprach den britischen Kolonialminister Joseph Chamberlain auf den erfolgreichen Bananenhandel der amerikanischen Boston Fruit Company mit Jamaika an, die Land auf Kuba gekauft hatten. Seine berechtigten Befürchtungen, damit Konkurrenz für den wichtigen jamaikanischen Bananenexport zu bekommen, wollte er durch zukünftige Exporte nach England beruhigen. Daher machte der britische Kolonialminister Joseph Chamberlain Alfred Jones, der mit 18.000 Aktien die Mehrheit von Elder Dempster und Co. hatte, 1898 den Vorschlag, einen Passagier- und Postdienst nach Jamaika zu eröffnen und mit dem Transport von Bananen zu kombinieren. Um sich ein eigenes Bild von der Situation in Jamaika zu machen, sandte Jones seinen engen Mitarbeiter und Manager A. H. Stockley im September 1898 für 8 Wochen auf die Insel.

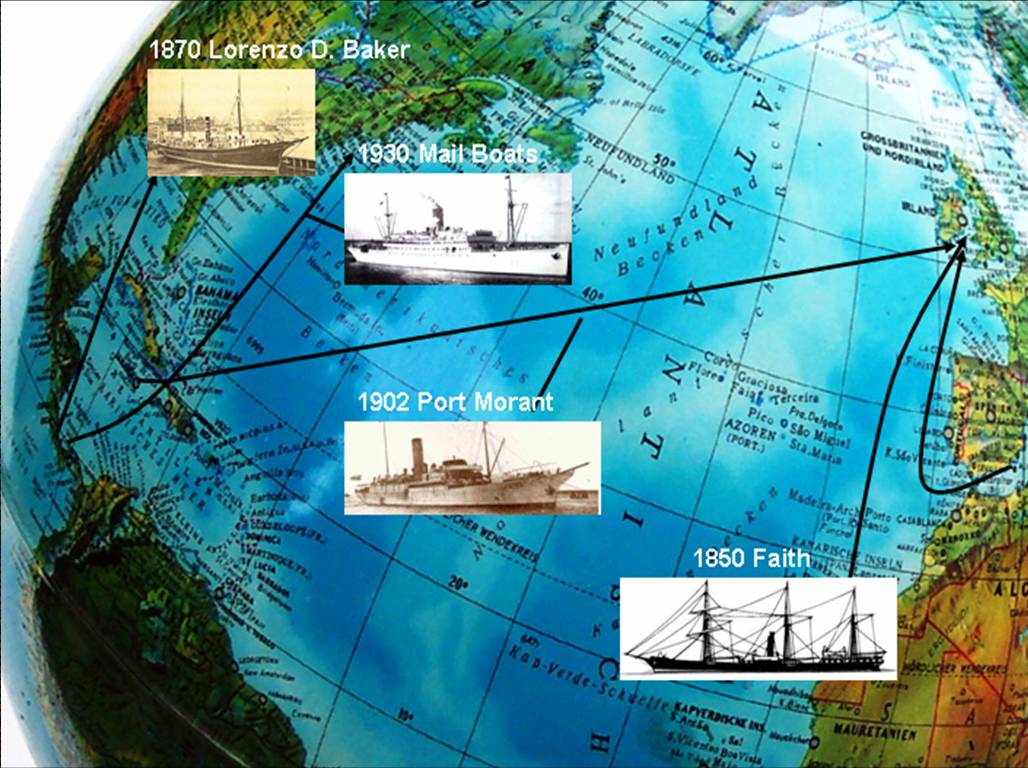
Beginn der Bananenschifffahrt, Pioniere

### Imperial Direct West India Mail Service Co (Imperial)
Der Bericht von Stockley an Jones zeigte die Unterschiede zum bisherigen Bananengeschäft auf, die im Wesentlichen darin bestanden, dass aufgrund der Reisedauer von rund 17 Tagen die Bananen grün geerntet und in Kühlschiffen transportiert werden müssen. Sie sollen grün ankommen und in speziellen Reifekammern für den Verkauf vorbereitet werden und nicht wie bisher während des Transports von den Kanarischen Inseln nach England reifen. Er berichtete ferner, dass auf Jamaika die unempfindliche Bananensorte Gros Michel angepflanzt wird, die eine deutlich rauere Behandlung als die Cavendish-Bananen der Kanarischen Inseln verträgt und daher nicht wie die Cavendish-Bananen aufwendig in mit Bananenblättern gepolsterten Lattenkisten verpackt werden müssen, sondern übereinander aufrecht stehend in den Laderäumen gestaut werden können.
Er sprach mit Kapitän Lamont und Mr. Cousin von der Jamaica Produce Company, die Jones 20.000 Pfund pro Jahr als Subvention anboten, wenn seine Schiffe mindestens 20.000 Stauden Bananen pro Reise transportieren würden. Jones beriet sich u. a. mit den Experten von Fyffe Hudson & Co und führte Verhandlungen mit Chamberlain mit der Forderung, dass die britische Regierung für den regelmäßigen Postdienst einen Zuschuss von 60.000 Pfund zahlt. Mit dem Ergebnis, dass die Regierung 40.000 Pfund pro Jahr für zehn Jahre zahlen will, wurden seine Befürchtungen auf ein Verlustgeschäft reduziert.
Er berichtete Stockley schriftlich in einem Brief von 24. April 1899 über seine Entscheidung, die 1901 zur Gründung der „Imperial Direct West India Mail Service Co“ (Imperial) führte. Die Imperial wurde mit einigen Schiffen von Elder Dempster und Co ausgestattet und mit insgesamt sieben Dampfschiffen Port Royal, Port Antonio, Port Maria, Port Morant, Montrose, Garth Castle und Delta wurde der Dienst mit den Westindischen Inseln eröffnet und entsprechende Verträge über die regelmäßige Verschiffung von Bananen mit Elders & Fyffes geschlossen.

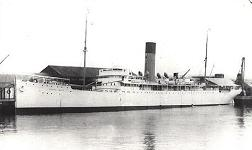
Die ehemalige Carl Schurz der Hapag als Changuinola

### Das KühlschiffPort Morantlandet in Avonmouth 18.000 Stauden Bananen an

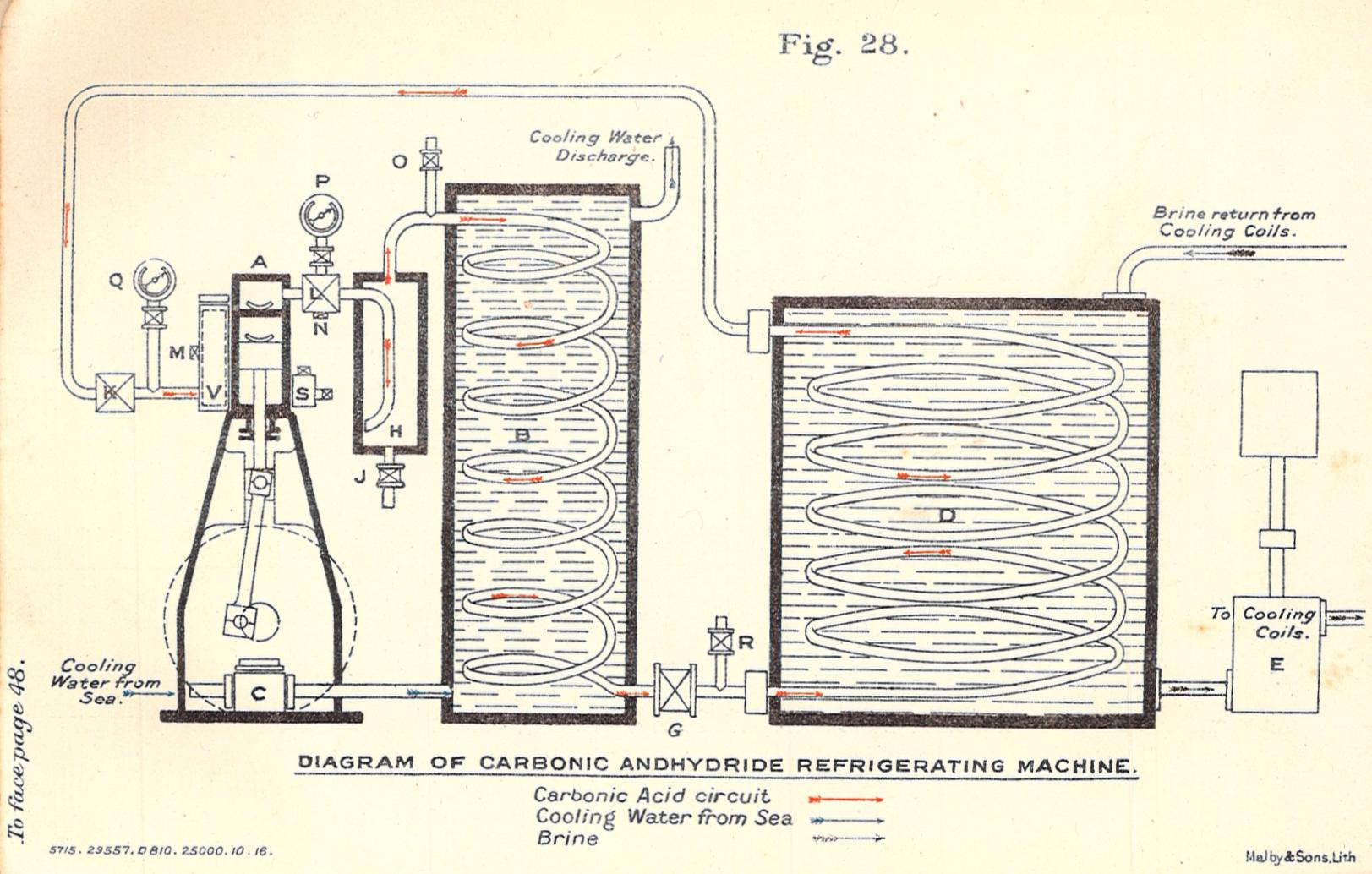
Einbau von CO_{2}-Kälteanlagen

Die Imperial setzte den Erfolg der Bananen-Kühlschiffe der Jamaika Fruit Importing and Trading Company fort, nachdem sie umgebaut wurden und dabei mit CO2-Ladungskühlanlagen der englischen Firma Hall ausgestattet wurden und die Kühlladeräume isoliert wurden. Das erste der vier Kühlschiffe dieser Gesellschaft, die Port Morant startete in Avonmouth im Februar 1901 und erreichte Kingston am 1. März. Stockley war bereits vor Ort und leitete die Beladung. 2000 Stauden wurden wegen zu hohem Reifegrad zurückgewiesen, daher wurden weniger geladen, als geplant. Die Port Morant landete am 18. März 1902 rund 18.000 Stauden Bananen an, außerdem Orangen, Mangos, Ananas, 32 Fässer Rum, 160 t Zucker, 14 Postsäcke und 35 Passagiere in England. Auch die folgenden Reisen zeigten, dass der Bananentransport über längere Seestrecken mit Hilfe der Kühlung kein Problem mehr darstellte. Die Fyffes-Gruppe ist heute der größte Bananenimporteur in Europa.

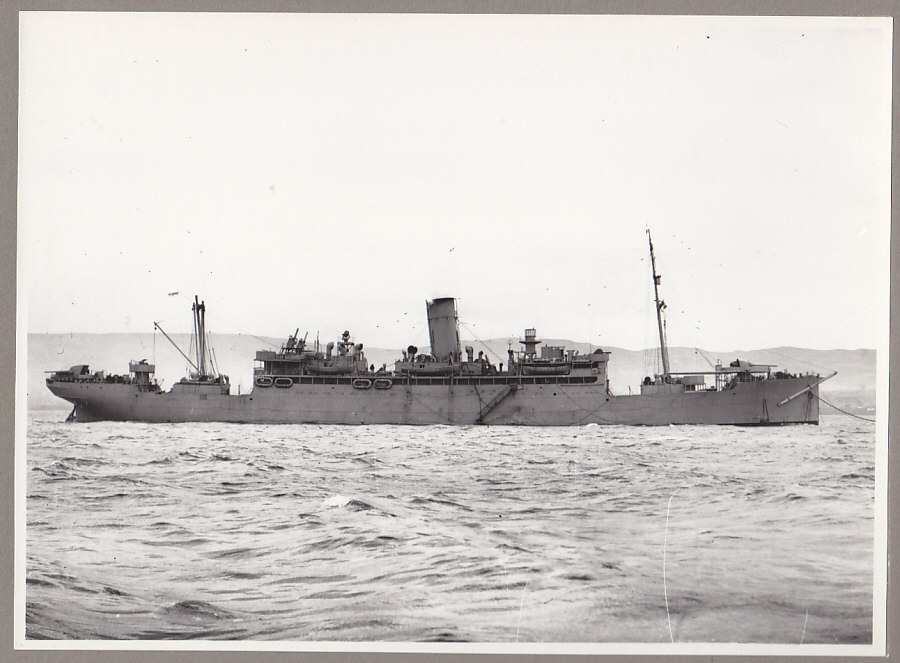
Die 1924 an Elder & Fyffes abgelieferte Cavina II im Zweiten Weltkrieg

### Fyffes Line
Fyffes Line wurde 1901 als Tochtergesellschaft von Elder Dempster aus Liverpool und dem Obsthändler Fyffe, Hudson & Co. mit einem Grundkapital von 150.000 Pfund gegründet. Alfred Jones, Fyffe Hudson & Co. und die Stauerei C.J. King and Sons aus Bristol hatten Betriebskapital für die Startphase eingebracht. Drei Schiffe, die Appomattox, Chickahominy und die Greenbriar wurden 1902 günstig von der Werft Furness, Withy & Co. angekauft und zu Kühlschiffen umgebaut.

### United Fruit Company (UFO) beteiligt sich
Aufgrund von finanziellen Engpässen beteiligte sich die amerikanischen United Fruit Company (UFO) 1902 an Elder & Fyffes mit 45 % und konnte damit einen „Konkurrenten“ neutralisieren. 1910 übernahm United Fruit Company (UFO) die Anteile von Alfred Jones an Elder & Fyffes und übernahm die Kontrolle.
1926 wurde in Bremerhaven die Deutsch-Westindische Bananengesellschaft von Elder und Fyffes (GB) gegründet und Bremerhaven wurde im wöchentlichen Direktdienst von Bananendampfern angelaufen. In diesem Jahr wurde in Bremerhaven auch der erste Bananenumschlagskai mit landseitigen Elevatoren eingerichtet.
1933 verkaufte Elder & Fyffes mehrere Kühlschiffe an die von der UFCO neu gegründete deutsche Tochtergesellschaft Union Handels- und Schiffahrtsgesellschaft.
Von den 21 Schiffen, die von Fyffes Line vor dem Zweiten Weltkrieg betrieben wurden, gingen 14 durch Kriegseinwirkungen verloren.

### Weitere Entwicklung des Unternehmens
1946 kam das erste von insgesamt 19 Schiffen der 1920 für Elders & Fyffes gebauten Schiffe der „B“-Klasse - die Chirripo (II) zurück. Sie fuhr vorher 15 Jahre für Fyffes und wurde 1935 als Wesermünde nach Deutschland verkauft. 1939 wurde sie in Limon interniert, 1941 von den USA als Kriegsbeute beschlagnahmt und von der UFCO als Chirripo unter Hondura-Flagge betrieben. Sie fuhr ab 1946 wieder für Elders & Fyffes und wurde 1952 abgewrackt.

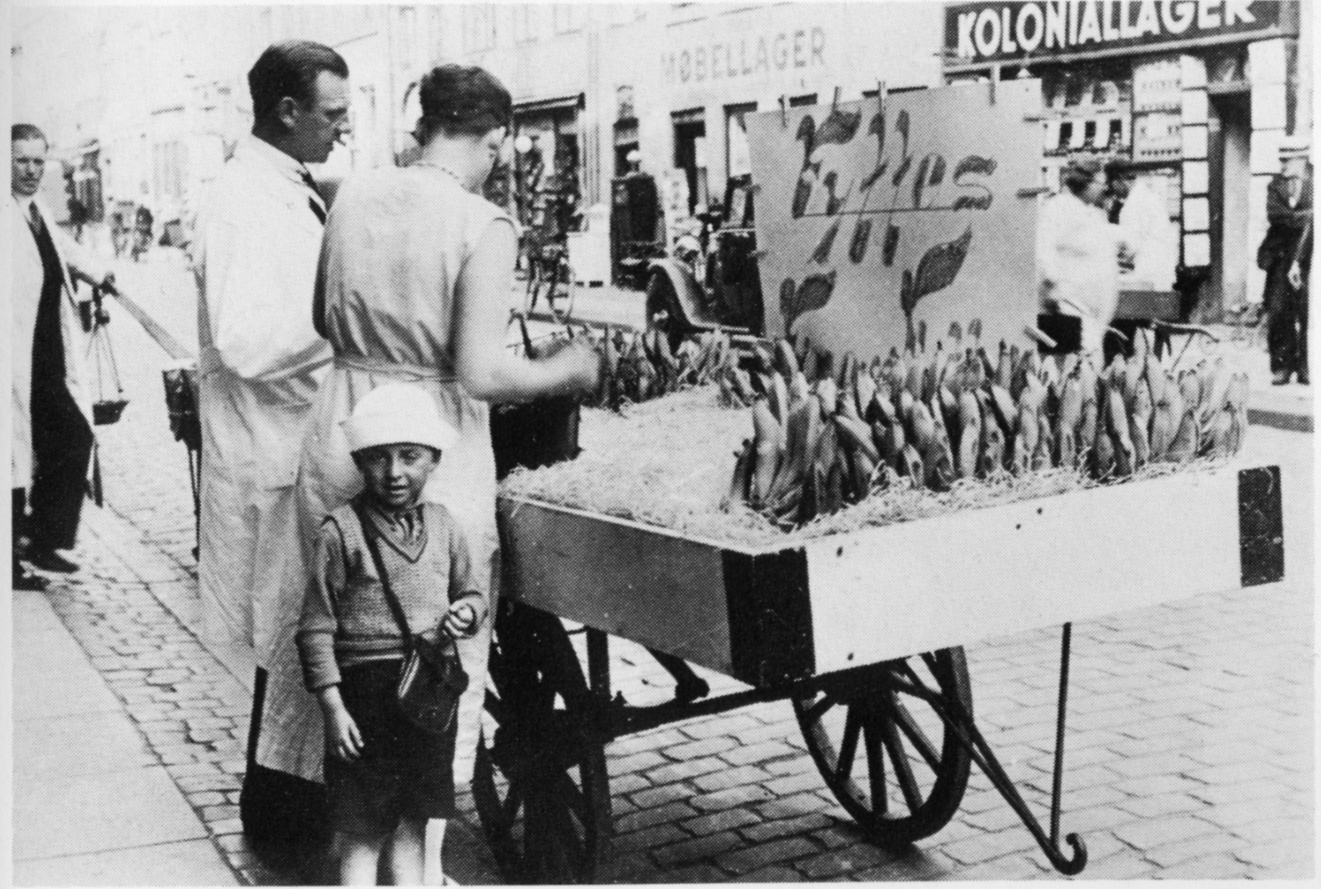
Fyffes-Bananen im Straßenverkauf

Die Kombischiffe TSS Golfito und Carmito waren kombinierte Schiffe mit drei Passagierdecks. Neben Laderäumen hatten sie Kabinen, öffentliche Räume und Freiluftdecks für etwa 100 Passagiere erster Klasse. Die Golfito wurden von Fyffes 1949 und die Carmito1956 in Dienst gestellt. Sie wurden von Dampfturbinen angetrieben und liefen 17,5 Knoten. In vier großen Laderäumen, zwei vorn und zwei achtern, konnten rund 140.000 Stauden Bananen geladen werden.
1958 wurden die drei 1932 in den USA gebauten Schiffe Talamanca, Veragua und Quirigua der Mail-Klasse an Fyffes verkauft. Es handelte sich um ölbefeuerte, 16,5 Knoten schnelle, turbo-elektrisch angetriebene Kombischiffe. Sie wurden in Sulaco(II), Sinaloa Und Samala(II) umbenannt und in der Bananenfahrt von Jamaika nach Avonmouth eingesetzt. Der Heimathafen wurde London.
Die neue „T“-Klasse trug die Namen Tetela(II), Tenadores, Turrialba, Telde(II) und Tucurinca(II) kamen 1960/61 vom Bremer Vulkan und waren in London registriert.

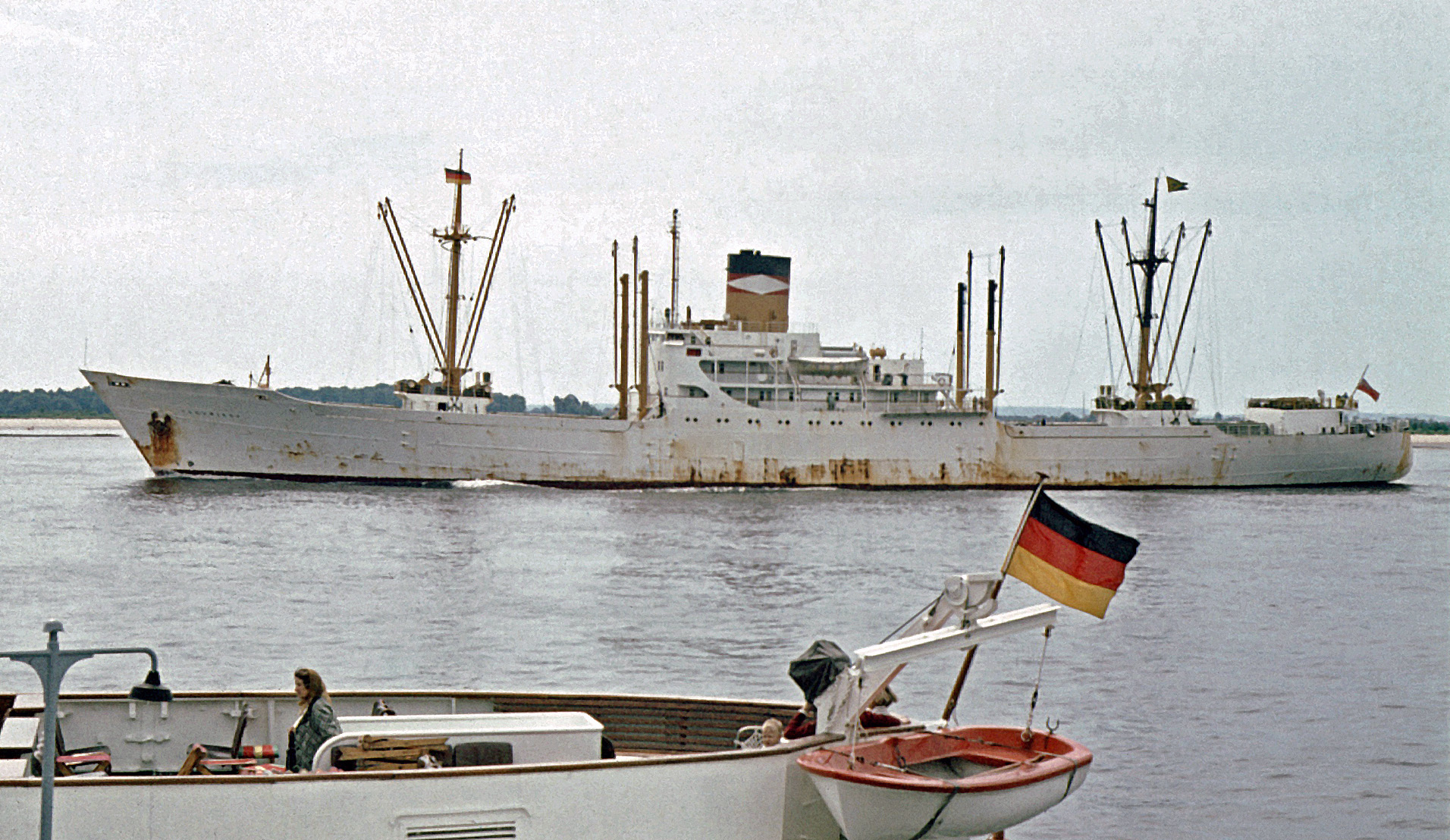
Tucurinca, ein Fyffes-Schiff der „T“-Klasse vom Bremer Vulkan in Hamburg

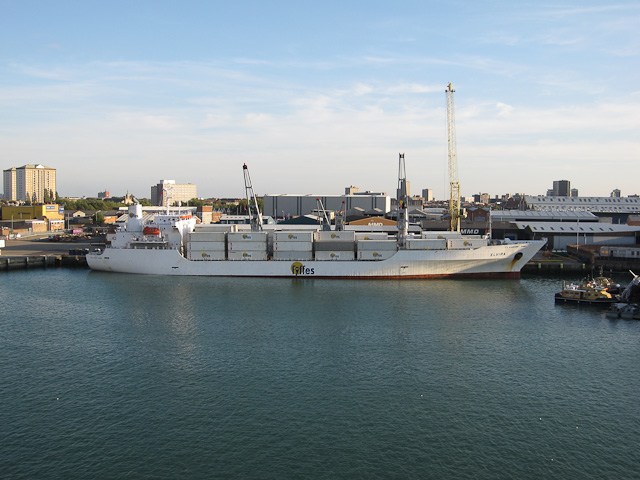
Fyffe-Bananen in Kühlcontainern an Deck

1969 erfolgte die Umbenennung des Unternehmens in Fyffes-Gruppe und aus Kostengründen wurden einige der älteren Schiffe ausgeflaggt bzw. verkauft. Ab den 1970er Jahren wurden mit drei kleineren Kühlschiffen Fyffes-Bananen aus Surinam in Portsmouth angelandet. Sie wurden von der Elders & Fyffes Ship Management Co. gechartert.
1972 wurden von der spanischen Werft Astilleros Hijos de J. Barreras in Vigo zwei Kühlcontainerschiffe an Fyffes abgeliefert, die Kühlcontainer mit Bananen transportierten. Gebaut wurden beide Schiffe Barranca II und Bayano III im Auftrag der United Fruit Company, die Bereederung wurde von der Fyffes Line (Elder & Fyffes) mit Sitz in London durchgeführt. Es waren Pionierschiffe, denn damit begann der Übergang des Bananentransports von den konventionellen Kühlschiffen zu den Containerschiffen.
Der biologische Anbau wurde 1998 eingeführt und Fyffes konzentriert sich auf die ökologische Produktion und führte seine ersten Bio-Bananen im Vereinigten Königreich ein.
Fyffes arbeitet im Jahr 2000 mit Fairtrade zusammen, um die ersten Bananen mit dem Fair-Trade-Siegel in Großbritannien anzulanden und wird der bedeutendste Importeur von Fairtrade-Bananen nach England und später nach Europa.
2003 wird die Internationale Fruchtimport Gesellschaft Weichert & Co. KG ein neuer Partner. Der als Inter Weichert
bezeichnete Fruchthändler in Hamburg wird Teil der Fyffes-Familie und 2019 ganz übernommen.
2005 beginnt Fyffes die Zusammenarbeit mit kolumbianischen Uniban SA und wird durch eine Beteiligung an Turbana Corporation, Florida der fünftgrößte Bananenlieferant auf dem US-Markt. 10 Jahre später wird die Turbana Corporation zu Fyffes North America.
Chiquita hat 2014 eine geplante Fusion mit Fyffes platzen lassen, denn der brasilianische Safthersteller Cutrale übernahm Chiquita für 1,3 Milliarden Dollar inklusive Schulden.

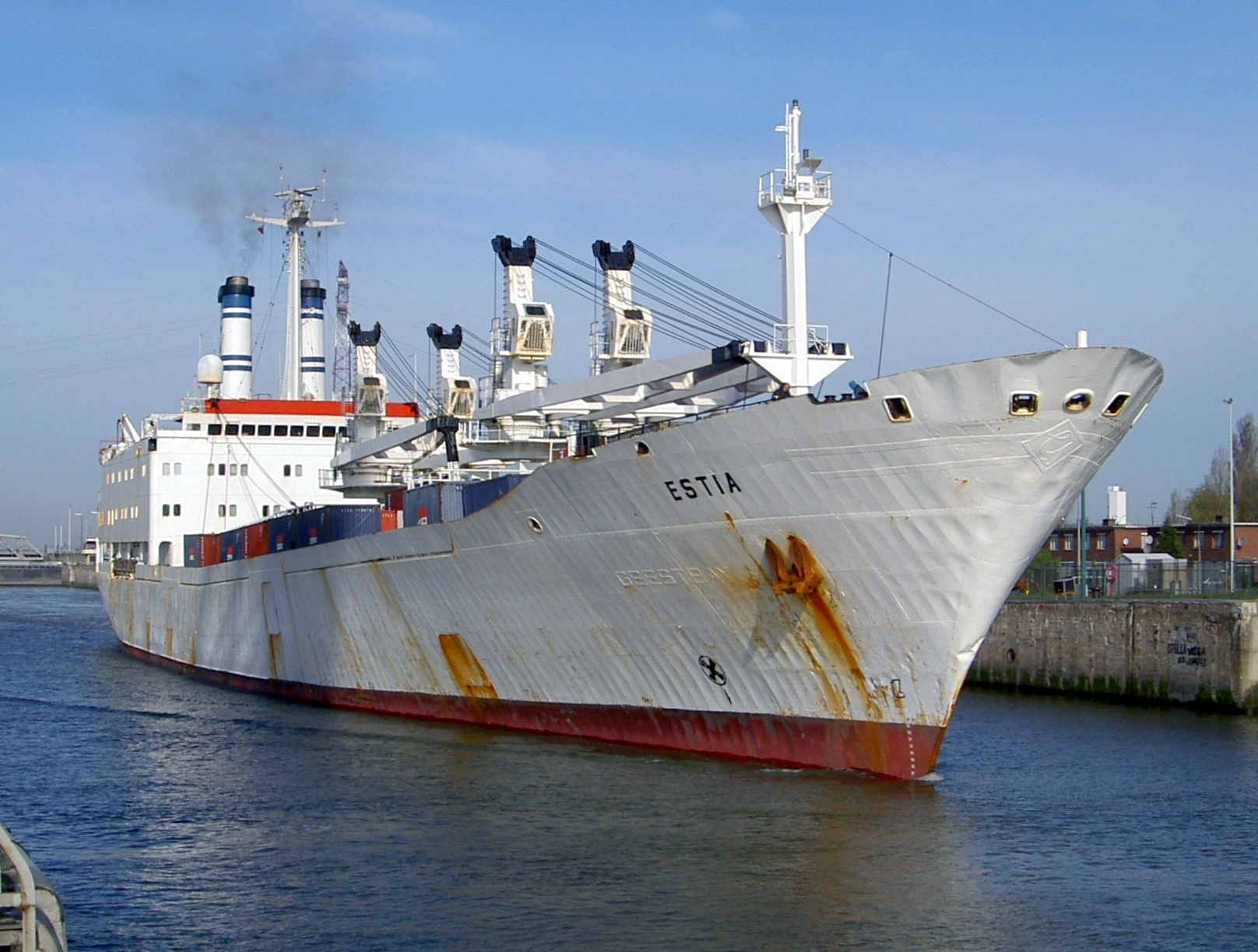
Die Estia ist die ehemalige Geestbay von Geest.

## Sumitomo übernimmt Fyffes
Nach weiteren Eigentümer- und Namensänderungen wurde die Fyffes Gruppe 1990 in Fyffes PLC umbenannt, übernahm 1996 die englische Geest-Gruppe, der biologischen Anbau wurde 1998 eingeführt beteiligte sich am deutschen Frucht-Unternehmen Weichert, feierte 2013 sein 125-jähriges Bestehen und wurde 2016 selbst vom japanischen Sumitomo-Konzern übernommen.